# ارزیابی اکتشافی
ارزشیابی اکتشافی(به انگلیسی: heuristic evaluation) یک روش ارزیابی سودمند نرم‌افزار رایانه‌ای است که به شناسایی مشکلات کاربردی کاربر (User Interface) کمک می‌کند. ارزیابی اکتشافی به‌طور خاص شامل ارزیابی کنندگان واسط کاربری و قضاوت در مورد انطباق آن با اصول شناخته شده سودمندی ("اکتشافات") است. این روش‌های ارزشیابی اکنون به‌طور گسترده در رسانه‌های جدید آموزش و تمرین داده می‌شوند، و اغلب واسط‌های کاربری برای بازه زمانی کوتاه و بودجه کم طراحی شده‌اند و ممکن است بودجه را برای سایر واسط‌های کاربری محدود کند.

## مقدمه
هدف اصلی ارزیابی اکتشافی، شناسایی هر گونه مشکلات مرتبط با طراحی رابط کاربر است. روش‌های مهندسی سودمندی براساس چندین سال تجربه در زمینه آموزش و مشاوره توسط (Rolf Molich) و (Jakob Nielsen) توسعه داده شد. ارزیابی اکتشافی یکی از روش‌های غیررسمی ارزیابی سودمندی در زمینه تعامل انسان و کامپیوتر است. مجموعه‌های زیادی از طراحی ارزیابی اکتشافی وجود دارد؛ اما آنها منحصر به فرد نیستند و بسیاری از جنبه‌های طراحی رابط کاربری را پوشش می‌دهند. اغلب مشکلات شناسایی شده مربوط به طراحی رابط کاربری، براساس تأثیر برآورد شده آنها بر عملکرد یا قابل پذیرش بودن توسط کاربر، معمولاً با مقیاس عددی، طبقه‌بندی می‌شود. برای ارائه بازخورد به توسعه دهندگان ارزیابی اکتشافی در محتوای Use Caseها انجام می‌شود و تا زمانی ادامه می‌یابد که رابط کاربری سازگار با نیازها و ترجیحات کاربران مورد نظر برسد.
سادگی ارزیابی اکتشافی در مراحل اولیه طراحی رابط کاربری بسیار مفید است. این روش ارزیابی سودمندی نیازمند تست کاربر نیست که می‌تواند نیازمندی‌هایی از قبیل نیاز به یک یا چند کاربر برای تست، مکان آنها، هزینه‌ها را برطرف سازد اما در مقابل ارزیابی اکتشافی تنها به یک متخصص نیاز دارد و همچنین باعث کاهش پیچیدگی و زمان تست می‌شود. بیشتر ارزیابی‌ها می‌تواند در عرض چند روز انجام شود. زمان مورد نیاز با توجه به وسعت کار، پیچیدگی، هدف بازنگری، ماهیت مشکلات سودمندی که در بررسی به وجود می‌آیند یا صلاحیت بررسی کنندگان متفاوت است. در صورت استفاده از ارزیابی اکتشافی قبل از آزمایش توسط کاربر، تعداد اشتباهات طراحی گزارش شده توسط کاربران کاهش می‌یابد. اگر چه ارزیابی اکتشافی می‌تواند بسیاری از مشکلات بزرگ را در یک دوره کوتاه مدت کشف کند، انتقاداتی که اغلب به آن وارد می‌شود این است که نتایج آزمایش به شدت تحت تأثیر دانش متخصصی که آزمایش را انجام قرار دارد. این بررسی «یک طرفه» بارها و بارها نتایج مختلفی نسبت به تست عملکرد نرم‌افزار دارد، هر نوع تست مجموعه ای متفاوت از مشکلات را شناسایی می‌کند.